# Euploea netscheri
Euploea netscheri är en fjärilsart som beskrevs av Pieter Cornelius Tobias Snellen 1889. Euploea netscheri ingår i släktet Euploea och familjen praktfjärilar. Inga underarter finns listade i Catalogue of Life.